# Agriognatha rucilla
Agriognatha rucilla är en spindelart som beskrevs av Bryant 1945. Agriognatha rucilla ingår i släktet Agriognatha och familjen käkspindlar. Inga underarter finns listade i Catalogue of Life.